# Platycodon grandiflorus
Espèce
Synonymes
- Campanula gentianoides Lam.[1] [2]
- Campanula glauca Thunb.[2] [3]
- Campanula grandiflora Jacq.[2] [3]
- Platycodon autumnalis Decne.[1] [2]
- Platycodon chinensis Lindl. & Paxton[1] [2]
- Platycodon glaucus f. albiflorus Honda[2]
- Platycodon glaucus f. albus Makino[2]
- Platycodon glaucus f. bicolor Makino[2]
- Platycodon glaucus f. subasepalus Honda[2]
- Platycodon glaucus (Thunb.) Nakai[1] [2] [3]
- Platycodon mariesii (Lynch) Wittm.[1]
- Platycodon sinensis Lem.[1]

Le Platycodon, Platycodon grandiflorus, appelé aussi campanule à grandes fleurs ou kikyô (キキョウ, kikyō) en japonais, est une espèce de plantes herbacées vivaces, originaire d'Extrême-Orient (Sibérie, péninsule coréenne, Japon, Chine du Nord). C'est la seule espèce actuellement reconnue du genre Platycodon.
Cette plante est le symbole des villes japonaises d'Ichinomiya et d'Isehara.

## Description
Plante hémicryptophyte, elle mesure de 20 cm à 100 cm (le plus souvent environ 50 cm).
Son feuillage est caduc. Ses feuilles sont ovales.
Elle fleurit pendant tout l'été. Les boutons floraux se gonflent en ballons avant de s'ouvrir, d'où le nom anglais de « balloon flower » ou allemand de "Ballonblume" (« fleur ballon »). Ses fleurs en clochettes bleues ou blanches mesurent 5 cm et sont composées de 5 pétales pentagonaux fortement veinés.
Les tiges disparaissent totalement en hiver, mais la racine résiste bien au gel et émet de nouvelles tiges au milieu du printemps.

## Habitat naturel
C'est une plante qui pousse (entre autres) dans des milieux ouverts de types prairiaux.

## Utilisation
Le platycodon est largement cultivé comme plante ornementale. La racine est utilisée en médecine chinoise, en tisane en Corée.
La racine, mélangée à des épices, est traditionnellement consommées en Corée. Les pousses sont aussi parfois consommées.

## Culture
Cette plante doit être plantée (soleil ou mi-ombre), dans un sol drainé, frais, humifère, plutôt riche, même calcaire, au printemps ou à l'automne. Il faut bien choisir son emplacement, car elle n'aime pas être déplacée.
Pour la multiplication, semis (2 à 3 semaines pour la levée) ou division au printemps tous les trois ans.
Tailler les fleurs fanées, diviser tous les 3-4 ans, nécessite un tuteurage léger. Plante de culture très facile, mais attention elle démarre tard dans la saison, il vaut donc mieux marquer son emplacement en automne pour ne pas l'abîmer lors des travaux printaniers.

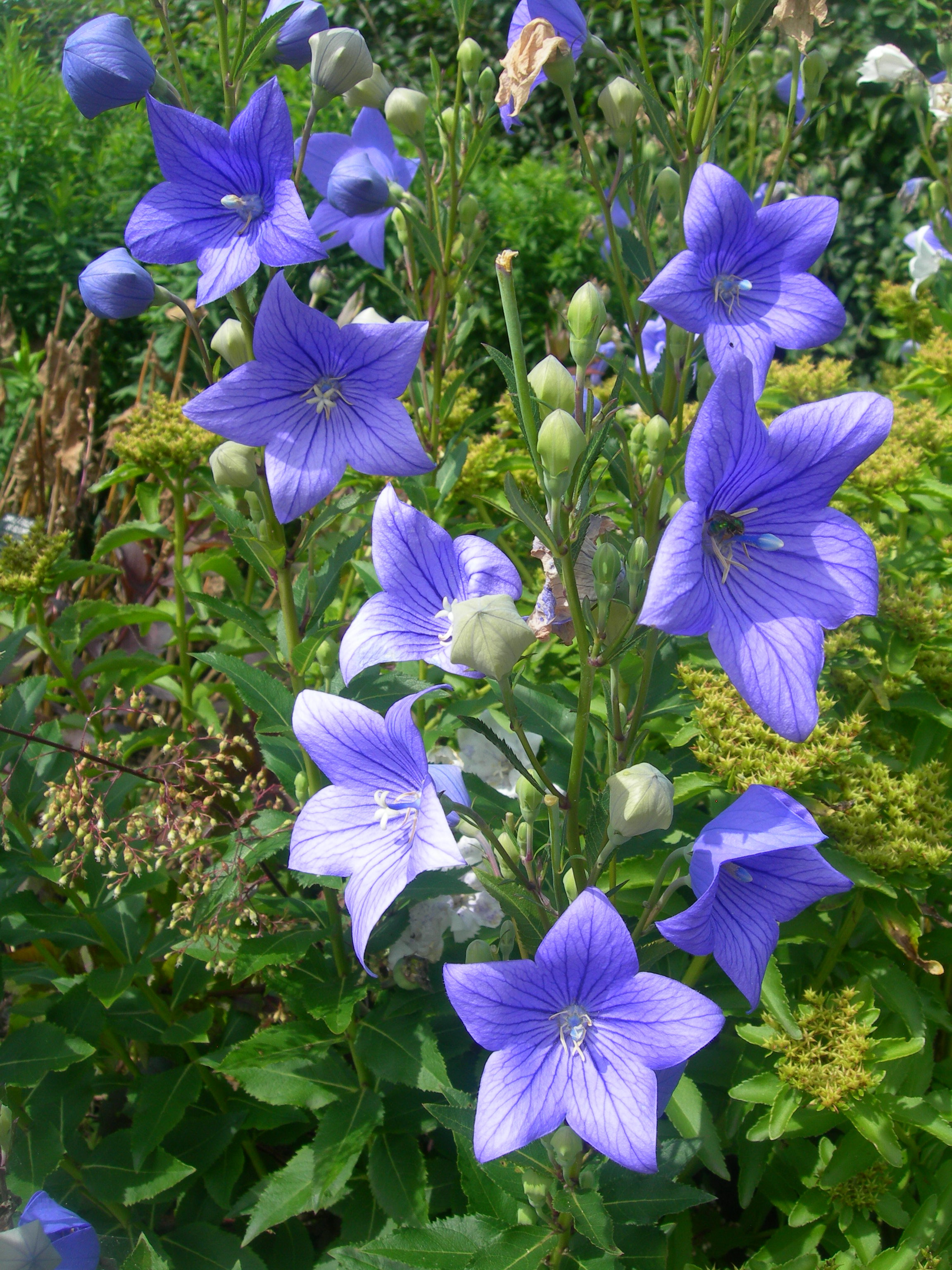
Plante entière.
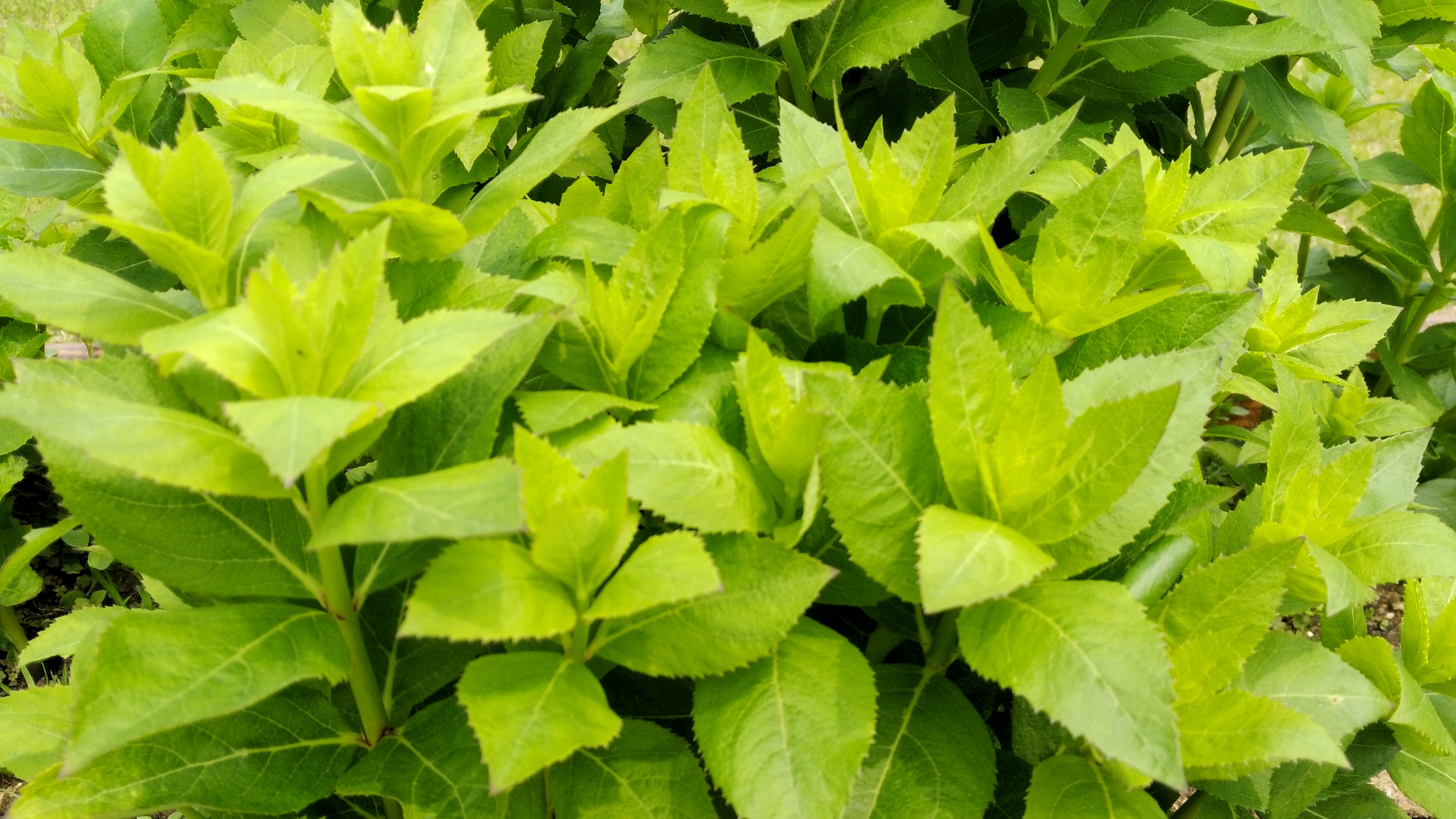
Feuillage.
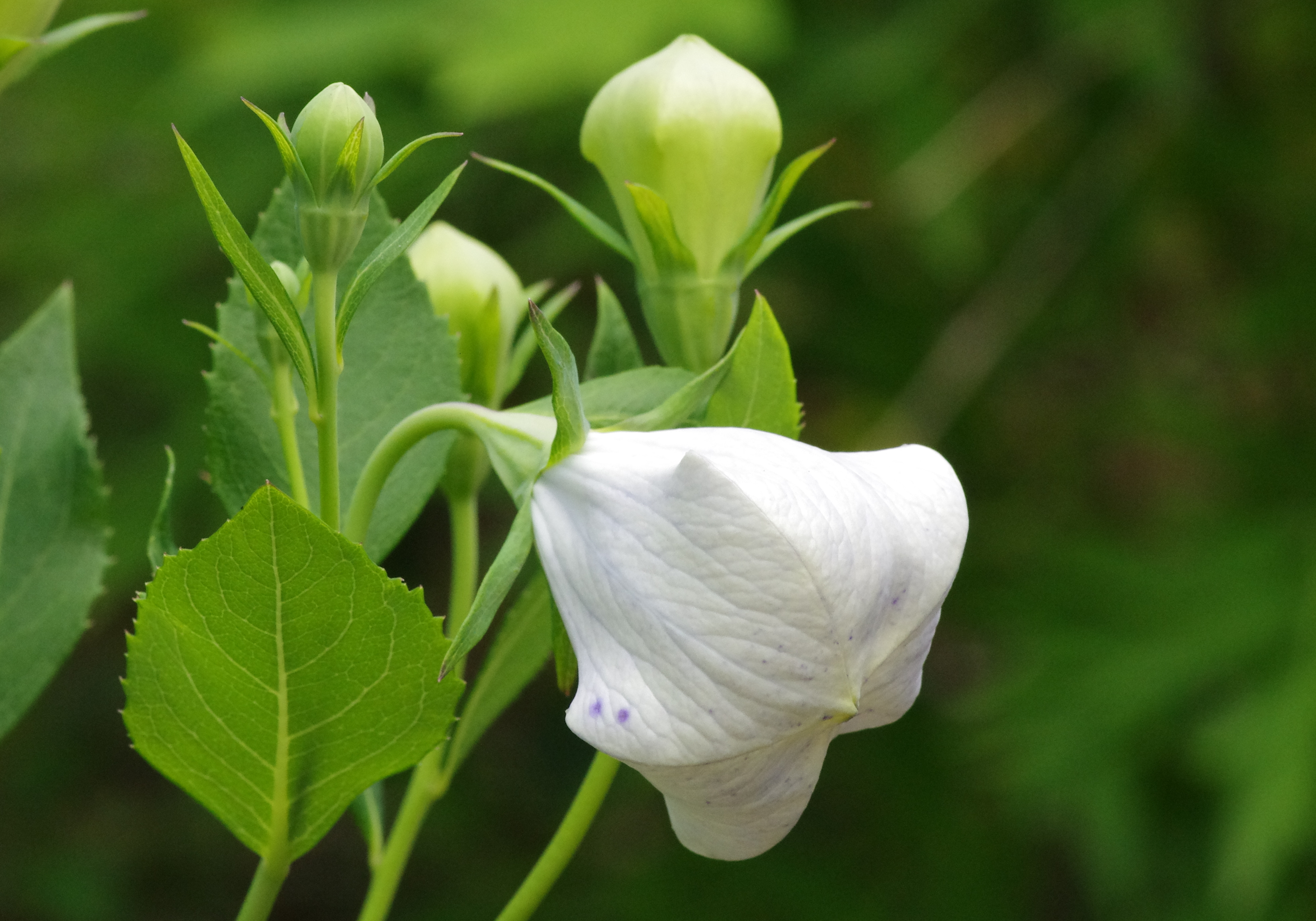
Fleur non encore ouverte et boutons floraux.
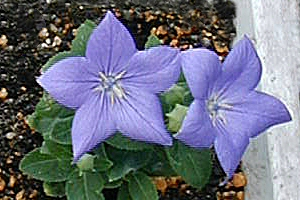
Fleurs épanouies.
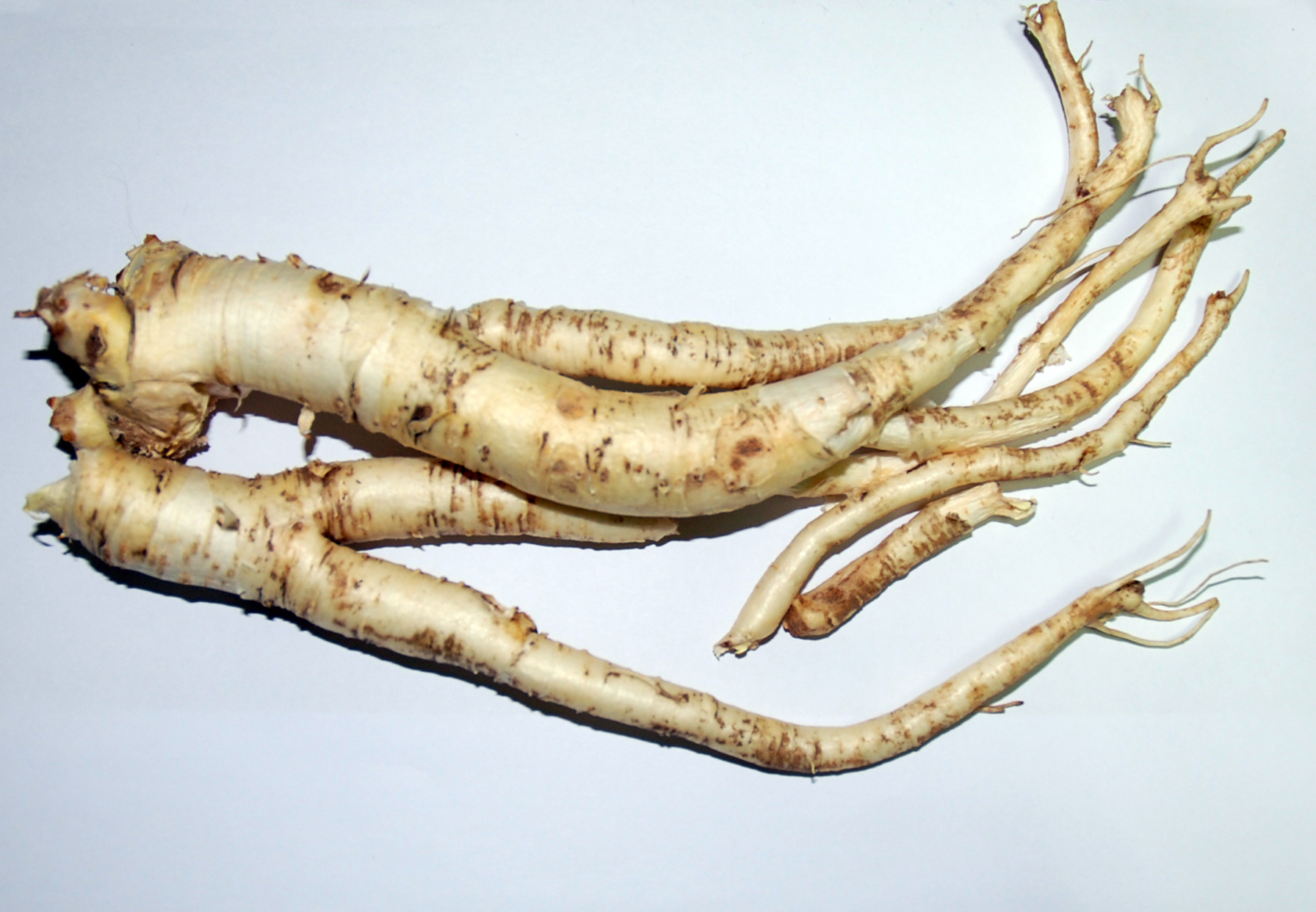
Racines.

## Liste des variétés, formes et cultivars
Selon BioLib (3 septembre 2018) :
- cultivar Platycodon grandiflorus 'Apoyama'

Selon NCBI (3 septembre 2018) :
- forme Platycodon grandiflorus f. albiflorus (Honda) H.Hara

Selon Tropicos (3 septembre 2018) (Attention liste brute contenant possiblement des synonymes) :
- Platycodon grandiflorus var. albus Stubenrauch
- Platycodon grandiflorus var. autumnalis Voss
- Platycodon grandiflorus var. duplex Makino
- Platycodon grandiflorus var. glaucus Siebold & Zucc.
- Platycodon grandiflorus var. japonicus Stubenrauch
- Platycodon grandiflorus var. mariesii Lynch
- Platycodon grandiflorus var. pentapetalus Makino
- Platycodon grandiflorus var. planicorollatus (Makino) Nakai
- Platycodon grandiflorus var. rugosus (Makino) Nakai
- Platycodon grandiflorus var. semiplenus Stubenrauch
- Platycodon grandiflorus var. striatus Stubenrauch